# Nathalie Dechy
Nathalie Dechy, po mężu Maître-Devallon (ur. 21 lutego 1979 w Les Abymes) – francuska tenisistka, zwyciężczyni US Open 2006 i US Open 2007 w grze podwójnej oraz French Open 2007 w grze mieszanej, zdobywczyni Fed Cup, olimpijka z Sydney (2000) i Aten (2004).

## Prywatnie
18 września 2004 poślubiła Antoine Maître-Devallona. Nathalie ma brata Nicholasa i siostrę Isabelle. Jej ojciec, Michael, jest nauczycielem matematyki i tenisa. Matka ma korzenie francuskie i kanadyjskie. Jest nauczycielką sportu.

## Kariera tenisowa
Jako juniorka została finalistką Australian Open 1996, ponosząc porażkę z Magdaleną Grzybowską.
W gronie zawodowych tenisistek Dechy triumfowała w jednym singlowym i siedmiu deblowych turniejach o randze WTA Tour. W singlu jej najlepszym wynikiem wielkoszlemowych jest półfinał Australian Open 2005, podczas którego wyeliminowała m.in. w czwartej rundzie Anastasiję Myskinę (nr 3. w rozstawieniu) i w ćwierćfinale Patty Schnyder (nr 12. w rozstawieniu), a przegrała z Lindsay Davenport (nr 1. w rozstawieniu). W deblu Dechy triumfowała podczas US Open 2006 i US Open 2007. W 2006 wygrała tytuł z Wierą Zwonariową, a podczas kolejnej edycji z Dinarą Safiną.
Francuzka odnosiła także sukcesy w grze mieszanej, zwyciężając wspólnie z Andym Ramem na French Open 2007. Para Dechy–Ram była także w finale Australian Open 2009.
W latach 2000–2009 Dechy reprezentowała Francję w Fed Cup. Przyczyniła się do zdobycia tytułu podczas edycji z 2003, uczestnicząc w meczach pierwszej rundy przeciwko Kolumbii i ćwierćfinale przeciwko Hiszpanii. W półfinale i finale nie grała. Bilans tenisistki w turnieju to 17 zwycięstw i 15 porażek.
Dechy dwukrotnie startowała na igrzyskach olimpijskich, w Sydney (2000) i Atenach (2004). W Sydney awansowała do trzeciej rundy singla, a w Atenach do ćwierćfinału debla (wspólnie z Sandrine Testud). W Atenach odpadła ponadto w pierwszej rundzie gry pojedynczej.
W rankingu gry pojedynczej Dechy najwyżej była na 11. miejscu (9 stycznia 2006), a w klasyfikacji gry podwójnej na 8. pozycji (21 maja 2007).
We wtorek 21 lipca 2009 roku władze WTA wydały oficjalny komunikat o zakończeniu kariery przez Nathalie Dechy. Powodem zakończenia kariery była ciąża.

### Wygrane turnieje

#### gra pojedyncza (1)
| Lp. | Data       | Turniej    | Kat.          | ($)     | Naw.   | Finalistka              | Wynik         |
| --- | ---------- | ---------- | ------------- | ------- | ------ | ----------------------- | ------------- |
| 1.  | 30/12/2002 | Gold Coast | Kategoria III | 170 000 | twarda | Marie Gayanay Mikaelian | 6:3, 3:6, 6:3 |

#### gra podwójna (7)
| Lp | Rok  | Turniej   | Partnerka        | Finalistki                                     | Wynik              |
| -- | ---- | --------- | ---------------- | ---------------------------------------------- | ------------------ |
| 1. | 2002 | Paryż     | Meilen Tu        | Jelena Diemientjewa/ Janette Husárová          | 6:2, 6:4           |
| 2. | 2006 | US Open   | Wiera Zwonariowa | Dinara Safina/ Katarina Srebotnik              | 7:6(5), 7:5        |
| 3. | 2007 | Rzym      | Mara Santangelo  | Tathiana Garbin/ Roberta Vinci                 | 6:4, 6:1           |
| 4. | 2007 | US Open   | Dinara Safina    | Latisha Chan/ Chuang Chia-jung                 | 6:4, 6:2           |
| 5. | 2009 | Auckland  | Mara Santangelo  | Nuria Llagostera Vives/ Arantxa Parra Santonja | 4:6, 7:6(3), 12–10 |
| 6. | 2009 | Monterrey | Mara Santangelo  | Iveta Benešová/ Barbora Záhlavová-Strýcová     | 6:3 6:4            |
| 7. | 2009 | Strasburg | Mara Santangelo  | Claire Feuerstein/ Stéphanie Foretz            | 6:0, 6:1           |

#### gra mieszana (1)
| Lp | Rok  | Turniej     | Partner  | Finalistki                         | Wynik    |
| -- | ---- | ----------- | -------- | ---------------------------------- | -------- |
| 1. | 2007 | French Open | Andy Ram | Katarina Srebotnik/ Nenad Zimonjić | 7:5, 6:3 |

### Finały juniorskich turniejów wielkoszlemowych

#### Gra pojedyncza (0–1)
| Końcowy wynik | Rok  | Turniej         | Nawierzchnia | Przeciwniczka        | Wynik finału  |
| Finalistka    | 1996 | Australian Open | Twarda       | Magdalena Grzybowska | 1:6, 6:4, 1:6 |